# Terra Indígena Kawahiva do Rio Pardo
Terra Indígena Kawahiva do Rio Pardo é uma terra indígena localizada entre os municípios de Colniza, no Mato Grosso, e Novo Aripuanã, no Amazonas. Ocupa uma área de 411.844 hectares, habitada por cerca de 290 indígenas Tupi-Kawahib.

## Histórico
Em 1999, a Funai, depois de receber informações sobre a presença de índios isolados na região, enviou equipes para recolher informações. Confirmada a presença do grupo, em 2001 o órgão isolou a Terra Indígena Rio Pardo, junto à Serra Grande, entre o Rio Aripuanã e o Guariba.
Os estudos prosseguiram e levaram à publicação em 2007 do Relatório Circunstanciado de Identificação e Delimitação da Terra Indígena Kawahiva do Rio Pardo. A Funai estabeleceu então restrições ao direito de ingresso, locomoção e permanência de pessoas no local. Entretanto, grileiros e madeireiros atuantes na área criticaram a decisão, alegando que não havia índios ocupando aquela área. Em 2011 o sertanista Jair Candor conseguiu filmar os Kawahiva, comprovando a existência de um grupo isolado. Somente em 2016, porém, o Ministério da Justiça declarou oficialmente o território como TI.
No período de 2019 e 2021, o governo do Brasil intensificou as ações de proteção a indígenas isolados e de recente contato pandemia do coronarivus. Aplicando medidas de quarentena como: as barreiras sanitárias e postos de controle de acesso, monitorar o fluxo de pessoas e impedir a entrada de não indígenas; o maior período de permanência das equipes nas regiões;  planos de contingência dos Distritos Sanitários Especiais Indígenas (DSEI) para os indígenas isolados e de recente contato; combate as ações ilegais extrativistas e predatórias nas TI; expedições de monitoramento de indígenas isolados nas seguintes áreas: Tanaru, Massaco, Piripkura, Kawashiva, Hi-Merimã, Ituna/Itatá e, Uru-Eu-Wau-Wau. As ações ocorreram em pareceria de diversos órgãos: Exército; Polícia Federal; Fundação Nacional dos Povos Indígenas (Funai), e; Instituto Brasileiro do Meio Ambiente e dos Recursos Naturais Renováveis (Ibama).